# مرتضى ناصر آل نصر الله
مرتضى ناصر آل نصر الله (1922–2005 م) كان أستاذًا جامعيًّا عراقيًا في القانون، عمل أستاذًا في كلية إدارة الأعمال بجامعة بغداد. كان مؤلفًا مشهورًا، كتب بعضًا من الكتب الرائدة في قانون الشركات، واشتهرَت أعماله لوصف حالة الشركات في العالم العربي، عند المؤرخين الأوروبيين والأمريكيين.

## الحياة المبكرة والتعليم
وُلِد نصر الله في الكاظمية عام 1922. أصله من كربلاء، انتقل والده ناصر نصر الله إلى الكاظمية في أوائل القرن العشرين. كانت والدته ابنة الشيخ محمد كاظم الشيباني. أما والده فينحدر من عائلة آل فائز النبيلة التي تتمتع بمكانة عالية في كربلاء، وكان جد نصر الله، السيد علي نصر الله، هو سادن مرقد الإمام الحسين، بينما كان جده الأكبر، السيد أحمد نصر الله هو سادن مرقد العباس. يعود نسب آل نصر الله النسب إلى موسى الكاظم، الإمام الشيعي السابع. كان لأسلافه سلطة في كربلاء في بعض المناسبات، وكانوا مسؤولين عن مواقعها المقدسة.
أكمل دراسته الابتدائية في مدرسة العامرية بالكاظمية، ثم تابع دراسته الثانوية في المدرسة المركزية ببغداد. ثم التحق بكلية الحقوق عام 1943 م، وحصل على شهادة البكالوريوس في القانون عام 1947 م. سافر إلى سويسرا عام 1947 م، والتحق بكلية الحقوق بجامعة جنيف. وفي سويسرا، حصل على دبلوم في القانون عام 1948 م، ودبلوم في القانون الدولي عام 1949 م، ثم دكتوراه في القانون عام 1952 م.

## الحياة المهنية
عاد إلى العراق عام 1952 م، بعد حصوله على الدكتوراه في سويسرا، والتحق بكلية الحقوق بجامعة بغداد للتدريس. في عام 1960 م، أصبح أستاذًا مساعدًا، وفي عام 1969 م أصبح أستاذًا.
ثم انتقل إلى الأردن، وعمل أستاذًا للقانون في الجامعة الأردنية بين عامي 1983 و1997 م. وبعد ذلك تقاعد.

## الأعمال
- مبادئ القانون الدولي الخاص التجاري [ مبادئ القانون التجاري الدولي الخاص] (1962).
- الأوراق المالية الصادرة عن الشركات المساهمة (1968). بحث منشور في مجلة البلاغ، السنة الثانية، الأعداد 4، 5، 6، و7.
- الشركات التجارية (1969) – عبر مكتبات جامعة نيويورك.

## الحياة الشخصية
كان نصر الله متزوجًا ولديه أطفال. وكان صديقًا مقربًا لعالم الاجتماع العراقي علي الوردي، وكان كثيرًا ما يساعده في أبحاثه.

## الوفاة
تُوفي نصرالله عام 2005 م في الكاظمية، ودُفن في كربلاء في أحد مقابر العائلة في المقبرة القديمة.

## طالع أيضًا
- عائلة الفايز
- قانون الشركات
- علي الوردي